# Betacam

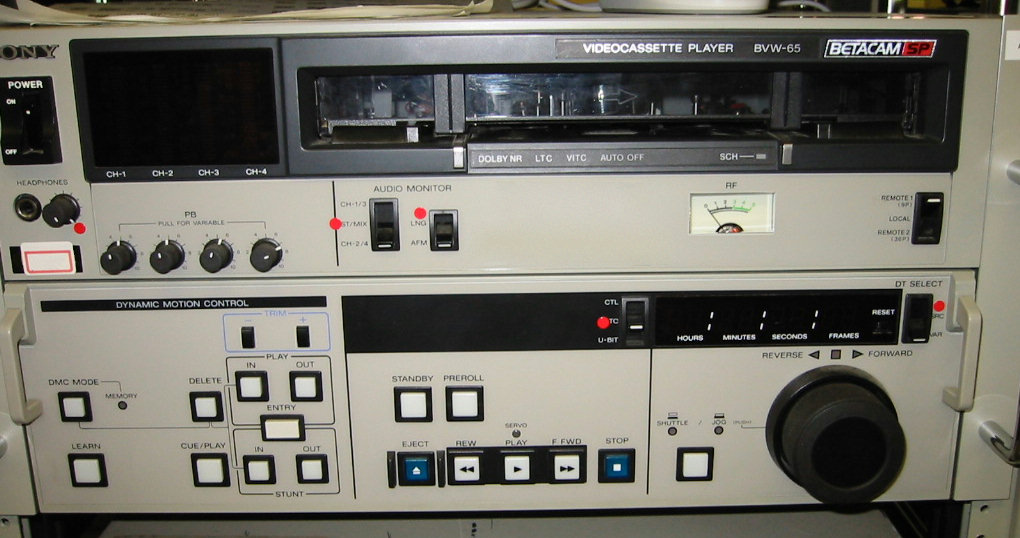
Sony Betacam-SP VTP BVW-65

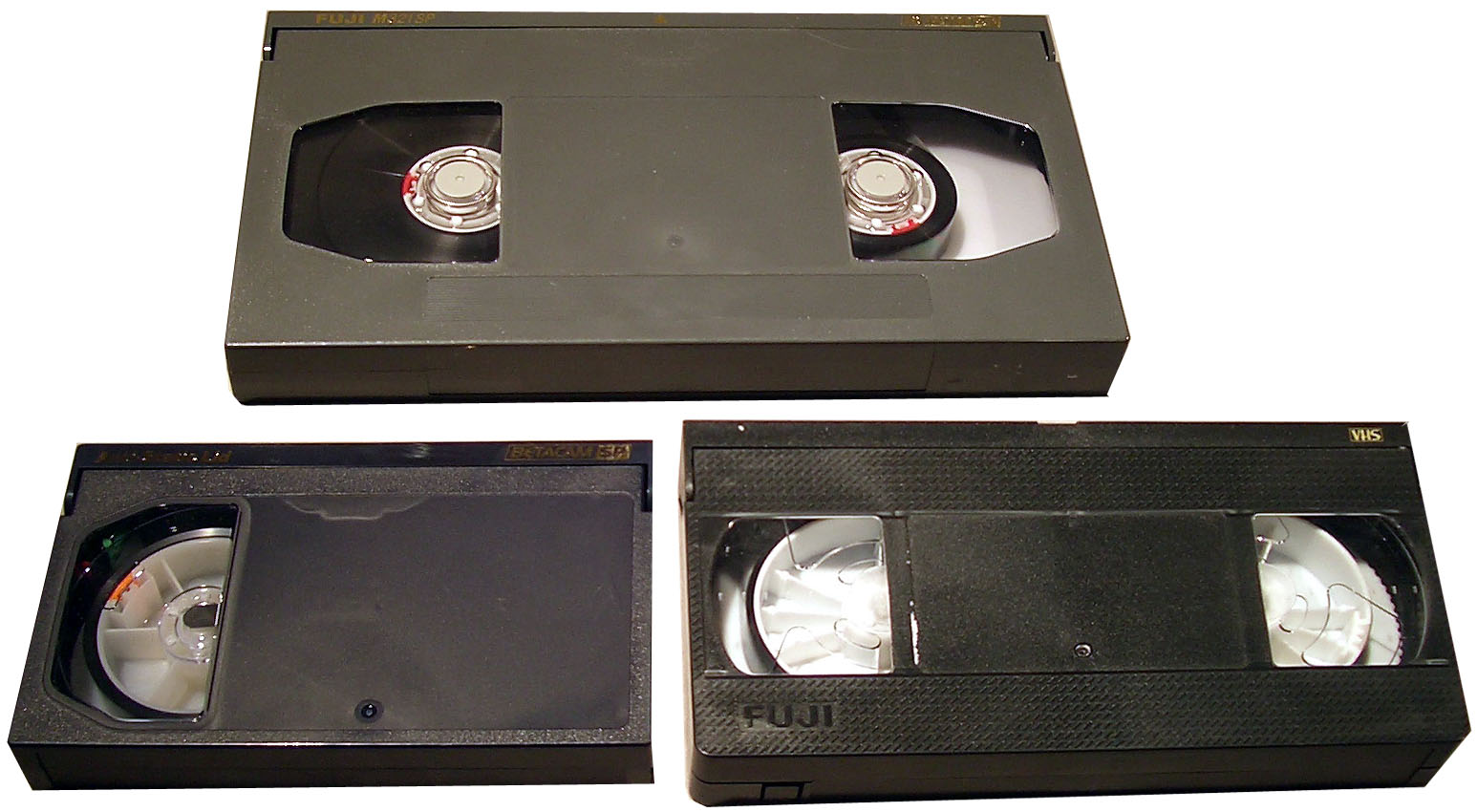
Confronto tra dimensioni di Betacam e VHS: Betacam SP L (in alto), Betacam SP S (a sinistra), VHS (a destra)

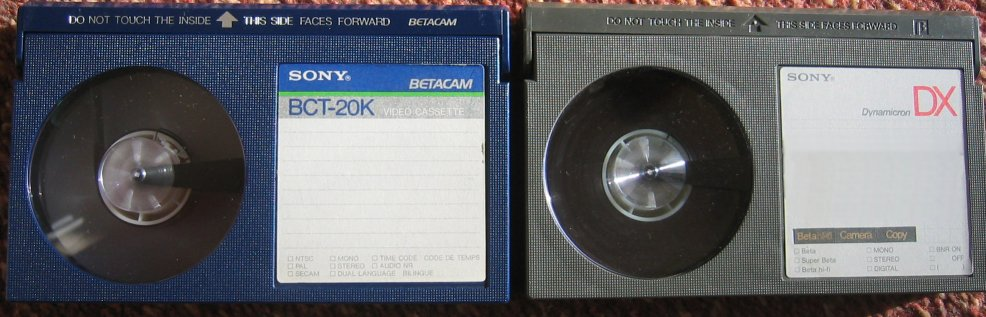
La prima forma di cassette Betacam era intercambiabile con le Betamax, anche se le registrazioni non erano compatibili

Betacam indica comunemente una famiglia di formati video professionali che usano un nastro da mezzo pollice, sviluppata da Sony a partire dal 1982.
Si tratta del sistema di registrazione analogico di più largo uso in ambito professionale.

## Caratteristiche e descrizione
Tutti i formati Betacam usano videocassette di identiche dimensioni, il che permette un'estesa compatibiltà tra diverse macchine e anche una semplicità di archiviazione e uso di impianti automatizzati di gestione cassette quando si passa da un sistema all'altro.
Esistono due dimensioni di cassette, definite S e L, iniziali rispettivamente di Small (piccola) e Large (grande). I camcorder e alcuni videoregistratori portatili accettano solo il tipo S, mentre le macchine da banco possono usarli entrambi.
Il guscio della cassetta è di diverso colore a seconda del formato, per una facile identificazione anche visiva. Inoltre, una serie di tacche nella parte inferiore della videocassetta permettono al videoregistratore di identificarne meccanicamente il tipo.

## Varianti

### Betacam / Betacam SP

#### Broadcast
La Sony contraddistingue i videoregistratori destinati a questa fascia di mercato con la sigla BVW.
Il formato Betacam originale fu introdotto nel 1982. È un formato analogico con video a componenti, che registra il segnale luminanza (Y) su una traccia e la crominanza (R-Y, B-Y) su un'altra, usando due coppie di testine video e comprimendo i segnali di crominanza tramite il Chroma Time Division Multiplex, o CTDM. Questa separazione dei canali permette una grande nitidezza e raggiunge la qualità broadcast con 300 linee di risoluzione orizzontale. Una grande innovazione, per l'epoca, è costituita proprio dal fatto che si tratta di un formato a componenti, e come tale slegato dalla codifica video e dalle relative limitazioni in fase di montaggio.
Il formato Betacam prevede due canali audio registrati su tracce longitudinali, e come opzione il sistema di riduzione del rumore Dolby C, più una traccia per il Timecode.
I videoregistratori Betacam furono concepiti soprattutto come materiale per la diffusione di servizi di tipo giornalistico. Come tali, hanno una serie di funzioni specificatamente dedicate all'editing. Due macchine possono essere collegate con un cavo seriale e utilizzate per il montaggio direttamente, senza bisogno di alcuna centralina. Ancora oggi per molti servizi sul campo si utilizza questo sistema, noto come VTR-to-VTR editing o, in italiano, montaggio macchina-macchina, per la sua semplicità e velocità di utilizzo.
Il video e l'audio possono essere modificati e sovrascritti separatamente.
Le cassette Betacam utilizzano nastro all'ossido, che sono esattamente le stesse del formato Betamax, un sistema di videoregistrazione domestica sviluppato dalla stessa Sony nel 1975. Una videocassetta betamax può essere usata in una macchina Betacam, e viceversa.
La differenza principale tra i due sistemi è che il Betamax registra in video composito (come fanno VHS, U-matic e i nastri da 1 pollice tipo C, mentre il Betacam tratta il segnale a componenti e a una velocità del nastro molto maggiore, con una qualità video e audio di gran lunga maggiore. Una tipica cassetta Betamax L-750 dura circa 3 ore nel suo formato, ma solo circa 30 minuti in una macchina Betacam.
Dopo un periodo di sviluppo nel 1986 fu lanciato il Betacam SP, con l'aumento della risoluzione orizzontale a 340 linee e un significativo incremento del rapporto segnale/rumore. Il Beta SP ("Superior Performance") è stato lo standard analogico più diffuso per il video di classe broadcast, e ancora oggi è di impiego molto diffuso.
Il Betacam SP prevede 4 canali audio, di cui due longitudinali e due registrati in modulazione di frequenza come estensione del segnale video. Queste due ultime tracce hanno eccellenti caratteristiche in termini di qualità e gamma dinamica, ma non sono modificabili indipendentemente dal video come le due tracce longitudinali.
Nel Betacam SP, il sistema Dolby C di riduzione del rumore è sempre inserito, e dovrebbe essere disattivato solo per la sua taratura.
Il tempo di registrazione per Betacam e Betacam SP è lo stesso, 30 e 90 minuti rispettivamente per le cassette S e L. Tuttavia, si noti come nel caso del video a 625 linee e 50 Hz la velocità del nastro sia minore, per cui la durata effettiva del nastro è di 1 minuto oltre il tempo nominale per ogni 5 minuti. Di conseguenza, una cassetta da 90 minuti ne dura in realtà 108.

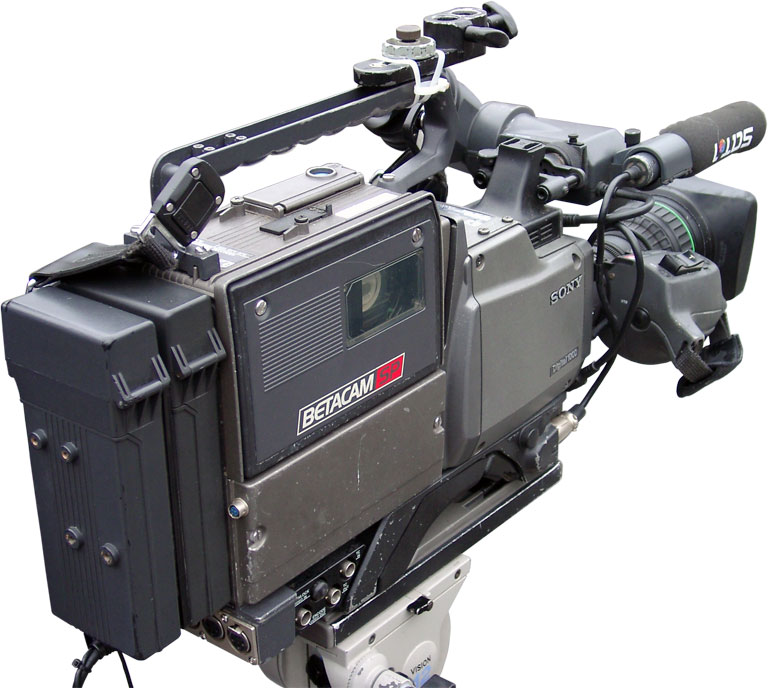
Camcorder di classe broadcast Betacam SP per applicazioni di ENG. Il videoregistratore agganciato è il modello Sony BVV-5.

Le superiori prestazioni del Betacam SP sono dovute all'uso di un nastro al metallo puro, non ossido. La tecnologia Sony per le videocassette Metal è stata premiata con l'Emmy Award.
Il formato SP fu progettato per essere parzialmente compatibile con il Betacam standard, per cui i nastri al metallo possono essere usati da una macchina Betacam, ma solo per la riproduzione, mentre la corrente che pilota le testine video non è sufficiente per registrare i nastri al metallo.
I nastri SP non possono essere usati in un Betamax domestico come i nastri all'ossido, perché le testine video si consumerebbero rapidamente, essendo fatte di una lega più morbida rispetto a quelle del Betacam. Comunque, i nastri SP possono invece essere usati senza problemi in un apparecchio ED Beta, poiché questo formato usa nastri al metallo.
Sui videoregistratori Betacam e Betacam SP di fascia più elevata è stato utilizzato anche il sistema di controllo a retroazione delle testine di lettura, sviluppato in origine sulle macchine da 1 pollice, chiamato AST (Automatic Scan Tracking) dalla Ampex e DT (Dynamic Tracking) dalla Sony. Questo sistema permette di tenere le testine di lettura lungo la traccia video anche se la velocità del nastro cambia, e fornisce quindi una perfetta riproduzione del segnale video, senza disturbi, in una gamma di velocità del nastro tipicamente variabile da -1 a +3 volte la sua velocità nominale. Per molto tempo, questo sistema (identificato da un 5 finale nella sigla del modello di videoregistratore) è stato il modo più diffuso di effettuare replay.
I nastri Betacam e Betacam SP sono di solito grigi o blu scuro.

#### Professionale
La Sony contraddistingue i videoregistratori destinati a questa fascia di mercato con la sigla PVW.
Sono macchine meno sofisticate e costose della serie Broadcast, orientata a un'utenza professionale e industriale. Conservano le funzioni di montaggio e gran parte di comandi, ma le funzioni di controllo sono più semplificate.
La differenza più rilevante, comunque, è l'assenza delle tracce audio in modulazione di frequenza, e la conseguente possibilità di leggere e registrare solo i due canali longitudinali.
La serie PVW può leggere i nastri all'ossido ma non è in grado di registrarli.
Il lettore PVW-2650 monta il sistema DT.

#### Fascia bassa
La Sony contraddistingue i videoregistratori destinati a questa fascia di mercato con la sigla UVW.
Queste macchine sono molto meno costose e sofisticate delle fasce superiori, e sono destinate a un'utenza di livello base. Sono diventate però estremamente popolari in ogni ambito professionale e anche broadcast per via del basso costo, della robustezza e della possibilità di impiego come feeder, cioè come lettore per l'acquisizione su sistemi di montaggi non lineari del materiale su cui effettuare la lavorazione, e successivamente come sistema economico per registrare il prodotto finito su un supporto utilizzabile per la diffusione.
Proprio per permettere una facile interfacciabilità con computer e sistemi grafici, l'ingresso e l'uscita a componenti di queste macchine è configurabile sia come YUV che come RGB, ed è disponibile, oltre all'interfaccia seriale comune a tutti i videoregistratori Betacam, anche un'interfaccia parallela.
La serie UVW supporta solo due canali audio, anche se esiste una modifica per implementarne quattro. Il modello più sofisticato di questa gamma, denominato UVW-1800, ha le normali funzioni di assemble e insert per montaggio, ma è in grado di funzionare in questo modo solo se controllato da remoto tramite una centralina. La serie UVW non è in grado di leggere, né di registrare nastri all'ossido.
Nessuna macchina di questa serie permette il DT.

### Digital Betacam

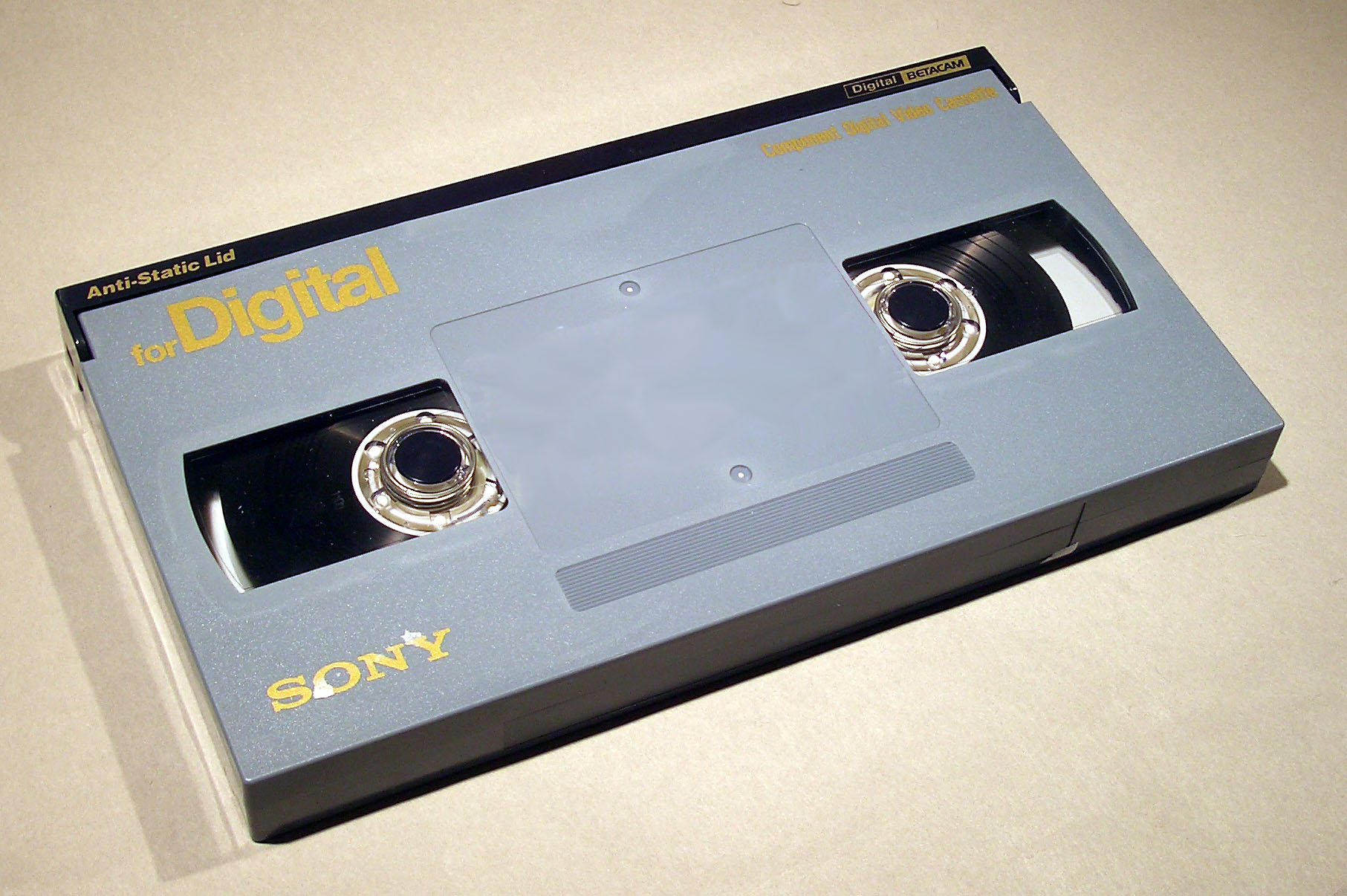
Videocassetta Digital Betacam L

La Sony contraddistingue i videoregistratori che usano questo formato con la sigla DVW.
Il Digital Betacam (comunemente chiamato Beta digitale o Digibeta) è stato introdotto nel 1993. Offre una qualità migliore delle versioni analogiche, pur costando parecchio di meno del formato D1 ed essendo allo stesso tempo più affidabile. Le cassette S durano fino a 40 minuti, mentre quelle L posso arrivare a 124.
Il Digital Betacam registra un video a componenti compresso DCT, campionato a 10 bit in 4:2:2, sia in PAL (720x576) che in NTSC (720x486), a un bitrate di 90 Mb/s, più quattro canali di audio non compresso a 48 kHz con codifica PCM. È prevista una quinta traccia audio analogica identica a quelle dei formati Betacam e Betacam SP, nonché la traccia timecode lineare.
Alcune macchine Digital Betacam leggono i nastri analogici del Betacam e del Betacam SP e digitali del Betacam SX e Betacam IMX allo scopo di facilitare l'aggiornamento di infrastrutture già esistenti.
Il Digital Betacam è considerato il formato migliore per il video digitale a definizione standard, con risultati qualitativi di gran lunga migliori dei formati più economici quali DVCAM e DVCPRO, sebbene il costo delle apparecchiature sia maggiore. Panasonic offre in alternativa il formato DVCPRO50, che ha caratteristiche tecniche simili.
All'epoca dell'introduzione del Digital betacam sul mercato, un elemento cardine che ne facilitò l'adozione fu l'implementazione Sony dell'interfaccia SDI, che permette la trasmissione di segnali digitali su cavi coassiali.
Case di produzione e studi poterono così iniziare a utilizzare cablaggi digitali sui cavi già esistenti, senza affrontare una costosa installazione di cablaggi appositi.
I videoregistratori Digital Betacam permettono tutti la lettura rallentata o accelerata (DT).
Il Digital Betacam è, tra i formati digitali in componenti il meno compresso (salvo il D1 e il D5 che sono non compressi), offre lo spazio dinamico e colorimetrico più ampio anche rispetto ai nuovi sistemi in formato HD.
Le cassette Digital Betacam sono blu chiaro.
In Italia, l'emittente SKY utilizza il Digital Betacam per una larga parte delle sue lavorazioni.

### Betacam SX

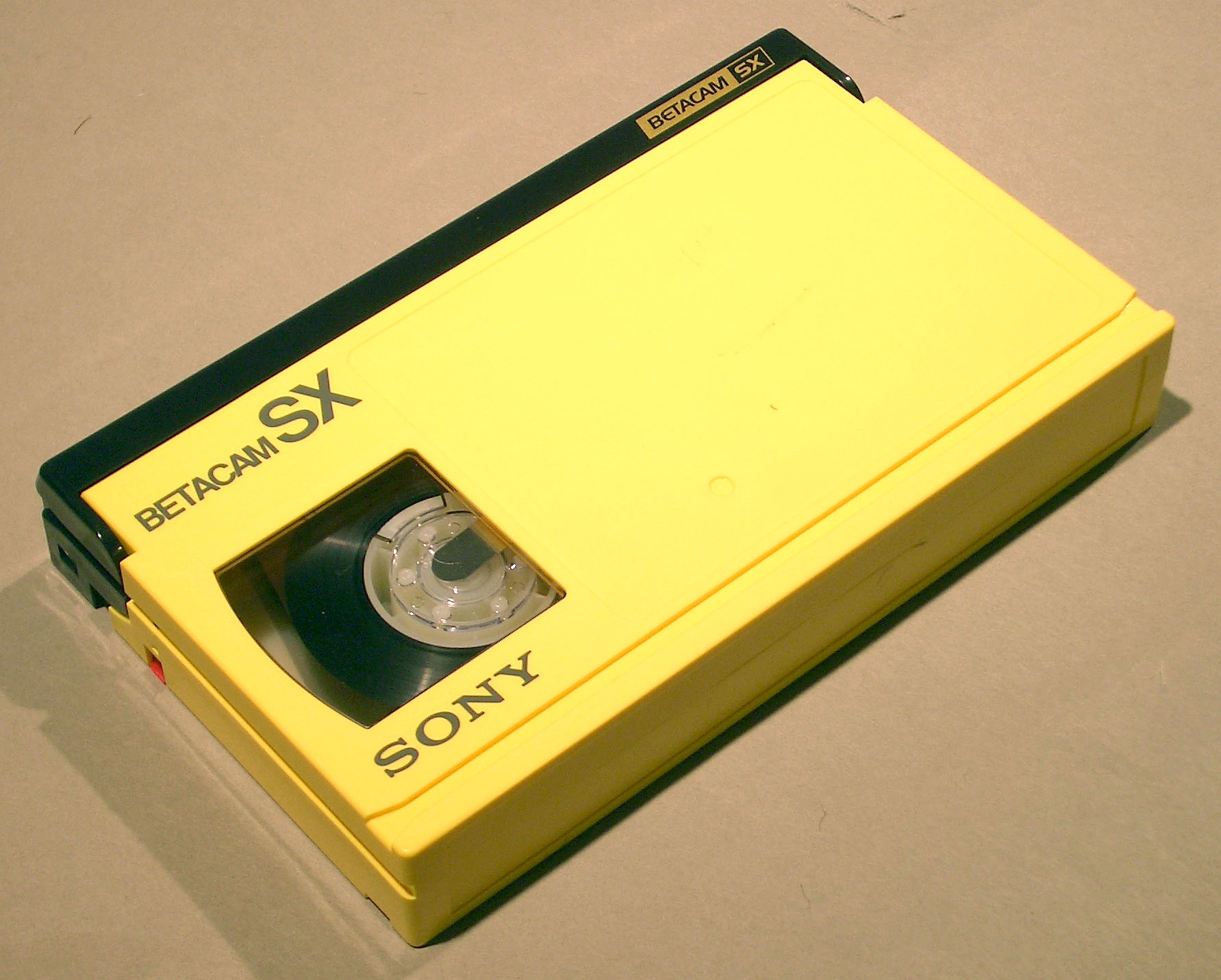
Videocassetta Betacam SX S

La Sony contraddistingue i videoregistratori che usano questo formato con la sigla DNW.
Il Betacam SX è un formato digitale, concepito in origine come sostituto del Betacam SP. Introdotto sul mercato nel 1996, era pensato come alternativa più economica al Digital Betacam e orientato prevalentemente all'uso giornalistico. È caratterizzato dal sistema di registrazione video che usa la compressione MPEG 4:2:2 Profile@ML con campionamento a 8 bit, insieme a quattro canali di audio PCM campionato a 48 kHz, 16 bit. Le macchine Betacam SX che dopo la sigla DNW hanno la lettera A sono compatibili in lettura con i nastri Betacam e Betacam SP (A=analog). Le cassette S possono registrare fino a 62 minuti, mentre le cassette L fino a 194 minuti.
Contemporaneamente al Betacam SX, Sony introdusse sul mercato la sua versione ibrida, un videoregistratore in grado di usare simultaneamente la registrazione su nastro e quella su disco rigido. La copia da un supporto all'altro può avvenire ad alta velocità. Questo permette una notevole riduzione dell'usura delle testine video, e molte funzioni di montaggio possono venire effettuate utilizzando una sola macchina.
Un'altra novità introdotta con il Betacam SX è la funzione di marcatura scene denominata good shot mark, che permette di assegnare un codice a ogni scena registrata per poterla poi ritrovare facilmente. Un videoregistratore può caricare velocemente la lista delle scene contrassegnate da una cassetta e mostrarla all'operatore, che può posizionare il nastro presso ogni punto con una semplice selezione.
Una particolarità del formato SX è l'assenza della traccia tachimetrica. Il formato di registrazione del nastro permette la lettura di tracce adiacenti, discriminate poi in base al loro contenuto: non è necessario un allineamento preciso delle tracce in lettura.
I camcorder di questo formato sono generalmente considerati piuttosto rumorosi dai tecnici del suono, sia per l'elevata velocità di rotazione del tamburo portatestine, sia perché la potenza di calcolo richiesta è notevole e generando molto calore da dissipare necessita di conseguenza la presenza di ventole di raffreddamento.
Questo sistema è considerato un insuccesso commerciale ed è uscito di produzione, anche se è ancora in uso presso alcune infrastrutture. In Italia, viene ancora utilizzato da Mediaset per alcune sue produzioni, e per archiviare spot e promo.
I nastri Betacam SX sono color giallo chiaro, ma possono essere usati per la registrazione in digitale anche i più comuni nastri Betacam SP.

### MPEG IMX
La Sony contraddistingue i videoregistratori che usano questo formato con la sigla MSW.
Il formato MPEG IMX, introdotto nel 2001, è un'evoluzione del Digital Betacam, sviluppato partendo da richieste formulate dalle emittenti televisive tra cui la RAI, il cui scopo era la disponibilità di un videoregistratore digitale in grado di leggere tutti i formati in uso, largamente presente negli archivi, nonché di avere un sistema ad alta qualità con la più ampia autonomia di registrazione possibile.
Il formato usa il sistema di compressione MPEG come il Betcam SX ma un bitrate più elevato, registrando un segnale video conforme alle specifiche CCIR 601, con 8 canali di audio digitale e timecode. Non c'è una traccia audio analogica come sul Digital Betacam, che verrà tuttavia letta come canale audio 7 da un nastro preregistrato.
Esistono tre diversi formati di compressione: 30 (compressione 6:1), 40 (4:1) oppure 50 Mbit/s (3.3:1) che permettono diversi rapporti qualità/quantità. Il video è registrato come MPEG-2 4:2:2 Profile@ML.
Insieme agli apparecchi IMX, Sony ha sviluppato alcune nuove tecnologie, tra cui le interfacce SDTI ed e-VTR. La SDTI permette di trasmettere audio, video, timecode, e controlli remoti tramite un unico cavo coassiale, mentre la tecnologia e-VTR permette di convogliare gli stessi dati tramite il protocollo IP per mezzo di un'interfaccia ethernet sullo stesso videoregistratore.
Alcune macchine, sviluppate per funzionare come feeder, trasmettono il segnale riprodotto su un'interfaccia firewire.
Come accennato sopra, tutti i videoregistratori IMX leggono nativamente i nastri Betacam SX, con cui condividono la funzione di marcatura delle scene, e alcuni modelli, come lo MSW-M2000P/1 sono in grado di leggere sia le cassette Digital Betacam che i nastri Betacam e Betacam SP analogici, anche se possono registrare solo il loro formato IMX nativo. Le videocassette S hanno una durata fino a 62 minuti, mentre quelle L arrivano a 184. Questi valori sono riferiti allo standard 525/60, mentre per lo standard 625/50 la velocità del nastro è inferiore, il che porta la durata massima di un nastro da 184 minuti a 220.
Le videocassette MPEG IMX sono di colore verde chiaro.
In Italia, questo formato è usato estensivamente per le produzioni di RAI e LA7 e da alcuni anni è entrato largamente in utilizzo a Mediaset che lo utilizza per tutte le sue più recenti lavorazioni.
Il formato MPEG IMX non è limitato ai videoregistratori a nastro, ma è usato anche in altre apparecchiature e nei video server. Il nuovo formato Sony XDCAM, per esempio, permette l'uso di questo formato nella registrazione su disco rimovibile.

### HDCAM / HDCAM SR

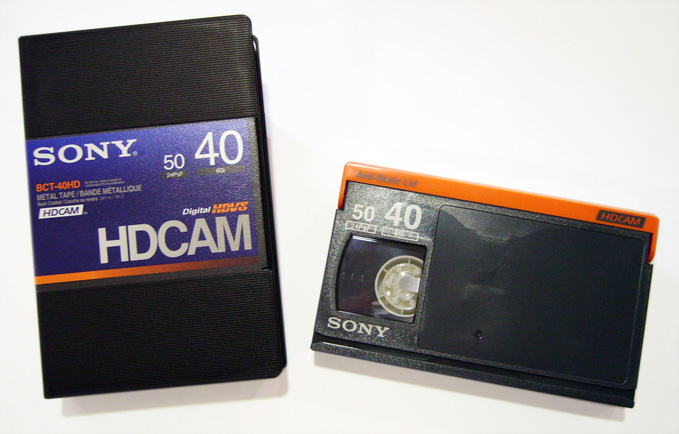
Nastro HDCAM

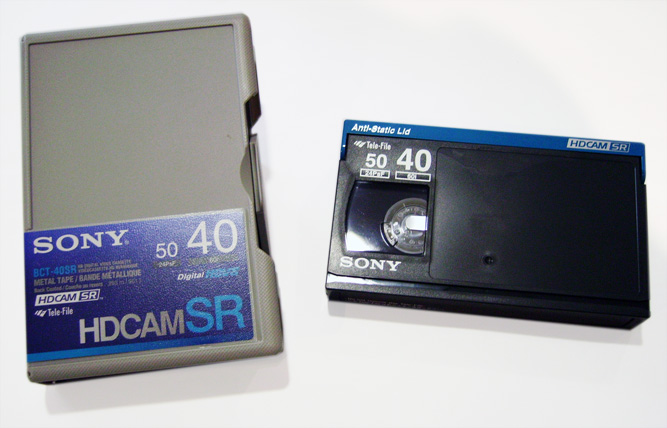
Nastro HDCAM SR

La versione ad alta definizione del Digital Betacam è chiamata HDCAM ed è stata introdotta sul mercato nel 1997. I modelli Sony sono contrassegnati con la scritta HDW. La registrazione avviene con un campionamento a 8 bit, campionatura 3:1:1 e compressione DCT, in modalità 720p oppure 1080i (con una risoluzione di 1440x1080), con scansioni a 24 e 23,976 PsF fotogrammi al secondo, oltre ai formati televisivi 1080i 50 o 60 fotogrammi al secondo. Il bitrate del video registrato è di 144 Mb/s. L'audio prevede quattro canali di audio digitale AES/EBU a 20-bit/48 kHz. Questo formato viene usato per la gamma di prodotti Sony CineAlta.
Il formato ha la stessa versatilità di utilizzo del Digital Betacam, offre una risoluzione maggiore 1440x1080 contro i 720x576, ma presenta una resa dinamica più ristretta e colori decisamente meno realistici rispetto al primo.
Il formato HDCAM SR è stato introdotto nel 2006 (sigla Sony SRW) e usa un nastro con una maggiore densità di particelle, capace di registrare un segnale RGB con campionatura 4:4:4 a un bitrate di 440 Mb/s. Questo incremento permette di catturare una parte molto maggiore del segnale HD-SDI a piena risoluzione (1920x1080). Alcuni videoregistratori HDCAM SR possono anche usare un modo 2x con un bitrate di 880 Mb/s, permettendo di registrare un singolo flusso 4:4:4 a una minore compressione oppure due flussi 4:2:2 contemporaneamente. Il formato HDCAM SR usa la nuova compressione MPEG-4 Studio Profile, ed espande il numero di canali audio a 12.
Le macchine SR possono leggere il formato HDCAM e anche i nastri del Digital Betacam, scalandone la risoluzione.
Il modo a 440 Mbit/s è chiamato SQ, quello a 880 Mbit/s è chiamato HQ.
Il formato HDCAM SR è di buona diffusione presso le emittenti che lavorano in alta definizione. In Italia, è utilizzato per le lavorazioni di SKY.
Alcuni videoregistratori HDCAM possono leggere le varianti precedenti, e le lunghezze dei nastri sono le stesse del Digital Betacam, fino a 40 minuti per le cassette S e 124 minuti per le L. Nel modo 24p questi tempi vengono incrementati fino a 50 e 155 minuti rispettivamente.
Le cassette HDCAM sono nere col coperchietto arancione, quelle HDCAM SR sono nere col coperchietto ciano.